# Mnesarete guttifera
Mnesarete guttifera är en trollsländeart som först beskrevs av Selys 1873.  Mnesarete guttifera ingår i släktet Mnesarete och familjen jungfrusländor. IUCN kategoriserar arten globalt som livskraftig. Inga underarter finns listade i Catalogue of Life.